# Suizy-le-Franc
Suizy-le-Franc è un comune francese di 124 abitanti situato nel dipartimento della Marna nella regione del Grand Est.

## Società

### Evoluzione demografica
Abitanti censiti